# Ahmed Best
Ahmed Best (New York, 1973. augusztus 19. –) amerikai színész, komikus és zenész. Leginkább Jar Jar Binks szerepéből ismert a Csillagok háborúja előzménytrilógiájából.

## Élete
1973. augusztus 19-én született New Yorkban. Bronxban nőtt fel, majd 1984-ben a New Jersey állambeli Maplewoodba költözött. 1991-ben érettségizett a Columbia High School tanulójaként, ezután a Manhattani Zeneiskolában folytatta tanulmányait.
Dunia Best Sinnreich testvére. Sinnreich a Brave New Girl, Dubistry és Agent 99 nevű együttesek alapítója, korábban a The Slackersben is játszott.

## Filmjei
- Star Wars I. rész – Baljós árnyak (1999) − Jar Jar Binks
- Star Wars II. rész – A klónok támadása (2002) − Jar Jar Binks
- Star Wars III. rész – A Sith-ek bosszúja (2005) − Jar Jar Binks
- A Mandalóri 3. évad 4. rész (2023) − Kelleran Beq jedi mester